# Resultados do Carnaval de Vitória em 2022
Nesta página estão apontados os resultados do Carnaval de Vitória em 2022. Foi o primeiro desfile de carnaval realizado no Brasil desde a interrupção provocada pela pandemia do novo coronavírus. Originalmente marcado para os dias 17, 18 e 19 de fevereiro, uma semana antes da data oficial do carnaval, os desfiles no Sambão do Povo foram adiados e remanejados para 7, 8 e 9 de abril por conta do aumento de casos de Covid-19 provocados pela variante Ômicron no início do ano. 
A Novo Império foi a campeã do Grupo Especial, quebrando um jejum de títulos que durava desde o tricampeonato de 1989 e pondo fim a sequência de vitórias revezadas entre Mocidade Unida da Glória e Independente de Boa Vista que durava desde o carnaval de 2010. A Chegou o Que Faltava venceu o Grupo A, conquistando vaga no Grupo Especial no desfile de 2023. A Mocidade Serrana havia sido declarada, mas a Liga-ES reconsiderou a decisão e declarou campeã do Grupo B a Unidos de Barreiros.

## Grupo Especial

### Classificação
A Novo Império foi a grande campeã do carnaval de Vitória em 2022. A agremiação levou para a avenida o enredo "Santo Antônio, olhai por nós!". Além da história do santo e seu legado de ensinamentos, a agremiação das cores azul, rosa e branco, também retratou o pedido de fiéis que recorrem a Santo Antônio em momentos de aflição. Com o resultado, uma escola de Vitória volta a ser campeã do carnaval após 13 anos. Essa é a sétima estrela conquistada pela agremiação, que havia sido campeã pela última vez ainda na década de 1980. 
Vice-campeã, a Mocidade Unida da Glória levou para o Sambão do Povo os amuletos, com toda sua simbologia e as curiosidades que despertam.
| Legenda: Campeã Rebaixada ao Grupo A |

| Colocação | Escola                    | Enredo                                                                                 | Pontos |
| --------- | ------------------------- | -------------------------------------------------------------------------------------- | ------ |
| 1.º       | Novo Império              | Santo Antônio, Olhai por Nós!                                                          | 179,6  |
| 2.º       | Mocidade Unida da Glória  | O Leão em caravana traz ao palco da folia a imagem e semelhança com um quê de fantasia | 179,3  |
| 3.º       | Andaraí                   | Mulembá                                                                                | 178,8  |
| 4.º       | Independente de Boa Vista | O Pássaro de Fogo traz a Boa Nova... É tempo de amar!                                  | 178,6  |
| 5.º       | Unidos de Jucutuquara     | O povo inteiro vai saber, é Jucutuquara que vem lá!                                    | 178,5  |
| 6.º       | Unidos da Piedade         | Da riqueza do café, sua força e majestade                                              | 177,3  |
| 7.º       | Imperatriz do Forte       | Em Busca do 10                                                                         | 175,7  |

## Grupo A

### Classificação
A Chegou O Que Faltava conquistou o título de campeã do Grupo de Acesso A do Carnaval de Vitória. A escola da comunidade de Goiabeiras, em Vitória, optou pelo enredo "Chegou a realeza dos campos dourados que alimentam a história. Sustento de vida" para falar do milho, alimento de relevância econômica e social. 
| Legenda: Promovida ao Grupo Especial Rebaixada ao Grupo B |

| Colocação | Escola                       | Enredo                                                                               | Pontos |
| --------- | ---------------------------- | ------------------------------------------------------------------------------------ | ------ |
| 1.º       | Chegou o Que Faltava         | Chegou a realeza dos campos dourados que alimentam a história. Sustento da Vida      | 179,8  |
| 2.º       | Pega no Samba                | Abayomi                                                                              | 179,5  |
| 3.º       | Império de Fátima            | Uma índia, um negro, diferentes crenças, costumes e rituais... Um conto Tupi Yourubá | 178,1  |
| 4.º       | Chega Mais                   | Eu quero botar meu bloco na rua                                                      | 177,7  |
| 5.º       | Independente de São Torquato | Atlântida, o continente perdido                                                      | 177,4  |
| 6.º       | Mocidade da Praia            | Solis: O alvorecer da humanidade                                                     | 177,2  |
| 7.º       | Rosas de Ouro                | Gênesis - Momentos da Criação                                                        | 174,9  |

## Grupo B

### Classificação
Inicialmente, a escola Mocidade Serrana é que havia ocupado o primeiro lugar do grupo. Mas, em decisão comunicada pela Liga Independente do Grupo de Acesso A e B das Escolas de Samba do Espírito Santo (Liga-ES) em suas redes sociais, a Unidos de Barreiros foi consagrada a nova campeã do Grupo de Acesso B. No aviso, diz que após verificação de recursos e apurar que não foram aplicadas penalidades à Mocidade Serrana. O comunicado não especifica quais seriam essas penalidades. A Unidos de Barreiros desfilou com o enredo “Nzinga, Guerreiras, Rainhas Negras”. 
| Legenda: Promovida ao Grupo A |

| Colocação | Escola                    | Enredo | Pontos |
| --------- | ------------------------- | --- | ------ |
| 1.º       | Unidos de Barreiros       | Nzinga, Guerreiras, Rainhas Negras | 177,4  |
| 2.º       | Mocidade Serrana          | Favela, berço do samba e da Imperatriz | 177,6  |
| 3.º       | União Jovem de Itacibá    | Nossos poetas decantam aspectos, facetas e elementos das quatro estações do ano: uma ode sublime às forças da natureza, à cultura e à vida | 177,0  |
| 4.º       | Independente de Eucalipto | Pássaro de Fogo | 174,3  |
| 5.º       | Tradição Serrana          | A mágica do saber, a Tradição conta pra você                                                                                               | 171,0  |